# Lyssomanes lancetillae
Lyssomanes lancetillae är en spindelart som beskrevs av Galiano 1980. Lyssomanes lancetillae ingår i släktet Lyssomanes och familjen hoppspindlar. Inga underarter finns listade i Catalogue of Life.